# مطار كنانة
مطار كنانة هو مهبط جوي يخدم موقع إنتاج شركة كنانة للسكر، ويقع على بُعد حوالي 20 كيلومترًا جنوب شرق مدينة ربك في السودان.[بحاجة لمصدر]يستخدم المهبط لتسهيل نقل المواد والموظفين المرتبطين بعمليات الشركة في المنطقة.
يقع جهاز الإرسال والاستقبال المساعد كينانة (KNA) VOR-DME على بُعد ميل واحد (1.6 كم) جنوب المهبط، خارج نهاية المدرج.تقع قرية سيفيا حول المطار، وهي مجاورة لمزرعة قصب السكر التابعة لشركة كنانة.

## قاعدة كنانة الجوية
يستضيف المطار وحدتين للقوات الجوية السودانية:
- سرب تدريب النقل (أنتونوف أن-2)
- مدرسة تدريب الطائرات الهليكوبتر (ميل مي-2).

## انظر أيضآ
- النقل في السودان
- بوابة:طيران